# Barmbek-Süd
Barmbek-Süd (IPA: 'baʁmbeːk) è un quartiere della città tedesca di Amburgo. È compreso nel distretto di Hamburg-Nord.